# المشاذى (الشعر)

تعديل مصدري - تعديل

المشاذى هي إحدى قرى عزلة بيت الصائدي بمديرية الشعر التابعة لمحافظة إب، بلغ تعداد سكانها 336 نسمة حسب تعداد اليمن لعام 2004.